# Mont Elbert
Le mont Elbert (4 399 mètres) est le point culminant des montagnes Rocheuses en Amérique du Nord. Il se situe dans la chaîne Sawatch et dans le comté de Lake, au Colorado. Il se trouve dans la forêt nationale de San Isabel à 19 km au sud-ouest de la ville de Leadville.
C'est par l'altitude le deuxième sommet des États-Unis contigus après le mont Whitney.
Il a été nommé en l'honneur d'un homme d'État du Colorado, Samuel Hitt Elbert, gouverneur du territoire du Colorado de 1873 à 1874.